# Lepus oiostolus
Lepus oiostolus (Заєць вовнистий) — вид ссавців ряду Зайцеподібні.

## Поширення
Країни проживання: Китай (Ганьсу, Цинхай, Сичуань, Тибет, Синьцзян, Юньнань), Індія (штат Джамму-Кашмір, Сіккім), Непал. Lepus oiostolus можна знайти на висотах 3000–5300 м. Живе на субтропічних гірських луках.

## Поведінка
Раціон складається переважно з трави і трав'янистих рослин. У сільськогосподарських регіонах, вони можуть з'їсти саджанці, фрукти або зернові культури. Веде в основному нічний спосіб життя, але може спостерігатися протягом дня. Протягом дня вони спочивають в низинних районах навколо купини, пагорбів, або в зазорах між камінням. 
Сезон розмноження починається в квітні. Цей вид дає два виводки, по 4–6 дитинчат.
Відомі хижаки: Uncia uncia, Lynx, Canidae, Buteo hemilasius, Mustela altaica. Люди полюють на цих зайців задля ніжного м'яса.

## Морфологічні ознаки
Загальна довжина 40–58 см. Вага 1.5–3.1 кг. Самиці більші, ніж самці. Колір спини варіюється від коричневого, жовтувато-коричневого до жовтувато-білого, шерсть злегка хвиляста на спині. Черево біле, іноді з легкою коричневою лінією по центру. Шерсть на горлі може бути будь-якого відтінку коричневого. Ноги коричнево-білі. Молодь повністю коричнево-жовтого кольору.